# SSTV

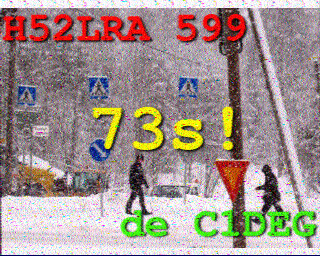
Las transmisiones SSTV a menudo incluyen la identificación de estación, informes de recepción, etc.

La Televisión de barrido lento (Slow ScanTV, SSTV) es un método de transmisión de imágenes utilizado principalmente por radioaficionados para transmitir y recibir imágenes estáticas, en blanco y negro o en color a través de la radio.
Un término técnico para la SSTV es "televisión de banda estrecha". La transmisión de televisión analógica terrestre transmitida en AM, requiere en general de un canal de 6 MHz (NTSC, 30 fps) o de 5,5 MHz (PAL o SECAM, 25 fps), pero la SSTV, normalmente sólo utiliza un máximo de 3 kHz de ancho de banda. Es un método mucho más lento de transmisión de imágenes ya que normalmente se tardan de entre unos ocho segundos a un par de minutos para transmitir un cuadro de imagen.
La SSTV se transmite usando la Banda Lateral Unica, BLU (SSB en inglés), aunque se puede utilizar cualquier otra modulación como FM o AM.
Dado que los sistemas de SSTV operan en frecuencias voz, los radioaficionados usan este sistema en las bandas de onda corta (también conocido como HF). En VHF (144MHz) y UHF (432MHz). 
En Banda Ciudadana se utiliza el modo USB en la frecuencia de 27.700MHz

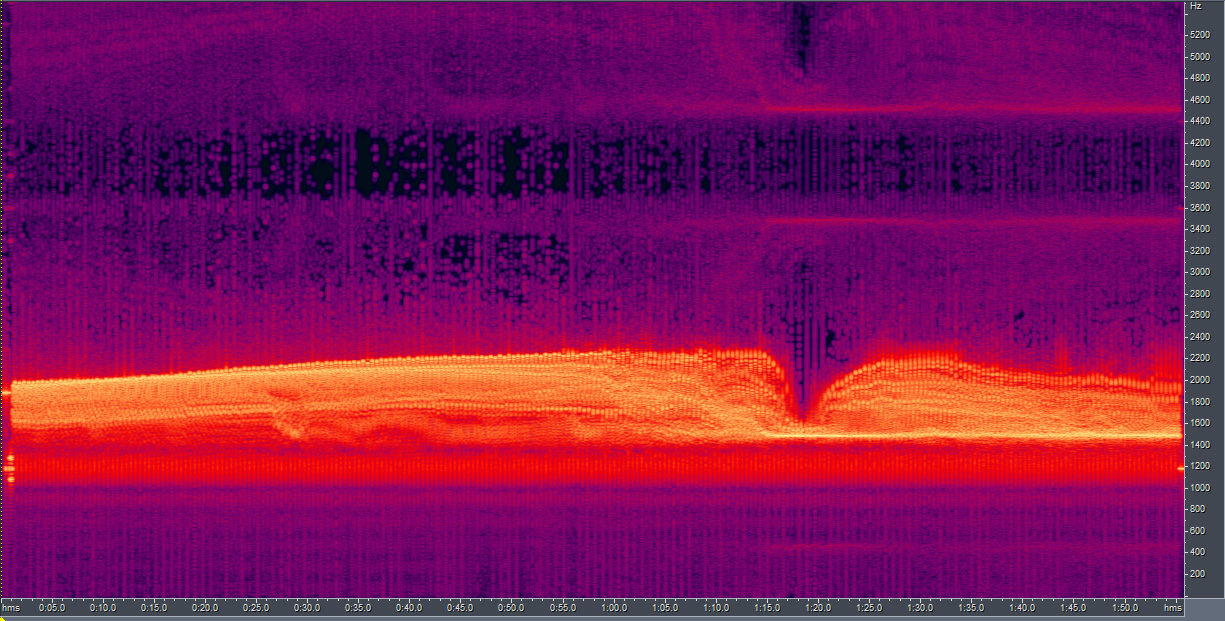
Análisis espectral del audio SSTV del archivo

## Historia

### Concepto
El concepto de SSTV fue introducido por Copthorne Macdonald en 1957–58. Desarrolló el primer sistema SSTV utilizando un monitor electrostático y un  tubo vidicon. Se consideró suficiente utilizar 120 líneas y aproximadamente 120 píxeles por línea para transmitir una imagen fija en blanco y negro dentro de un canal telefónico de 3 kHz. Las primeras pruebas en vivo se realizaron en la banda de radioaficionado de 11 metros  –  que luego se entregó al servicio  CB en los EE. UU. En la década de 1970, radioaficionados inventaron dos formas de receptores de impresiones en papel.